# Cavertitz
Cavertitz är en kommun och ort i Landkreis Nordsachsen i förbundslandet Sachsen i Tyskland. Kommunen har cirka 2 200 invånare.